# Ralf Schulenberg
Ralf Schulenberg (Erfurt, 15 agosto 1949) è un ex calciatore tedesco orientale, di ruolo attaccante, dal 1990 tedesco. Con la nazionale tedesca orientale ha partecipato ai Giochi olimpici di Monaco nel 1972, dove venne premiato con la medaglia di bronzo.

## Palmarès
- Bronzo olimpico: 1

Monaco di Baviera 1972